# Gabriela Alicea
Gabriela Alicea (18 aprile 1997) è una pallavolista portoricana, nel ruolo di schiacciatrice.

## Carriera

### Club
La carriera di Gabriela Alicea inizia nei tornei scolastici portoricani, giocando per la Escuela Secundaria UPR. Dopo il diploma si trasferisce negli Stati Uniti d'America per motivi accademici, partecipando alla NCAA Division I dal 2015 al 2018 con la Binghamton.
Rientrata a Porto Rico inizia la carriera professionistica con le Criollas de Caguas, con le quali prende parte alla Liga de Voleibol Superior Femenino 2020. Nell'edizione successiva del torneo difende invece i colori delle Leonas de Ponce, mentre nella Liga de Voleibol Superior Femenino 2022 passa alle Valencianas de Juncos, senza però concludere l'annata.

### Nazionale
Fa parte della nazionale portoricana under 18, partecipando al campionato nordamericano 2012 e alla Coppa panamericana 2013, dove conquista la medaglia d'argento e la qualificazione al campionato mondiale, che disputa nello stesso anno.
Debutta in nazionale maggiore in occasione del campionato nordamericano 2021, dove conquista la medaglia d'argento.

## Palmarès

### Nazionale (competizioni minori)
- Coppa panamericana under 18 2013